# Aplagiognathus hybostoma
Aplagiognathus hybostoma är en skalbaggsart som beskrevs av Bates 1879. Aplagiognathus hybostoma ingår i släktet Aplagiognathus och familjen långhorningar.
Artens utbredningsområde är:
- Guatemala.
- Honduras.

Inga underarter finns listade i Catalogue of Life.